# Dictionnaire des ouvrages anonymes et pseudonymes

Le Dictionnaire des ouvrages anonymes et pseudonymes, dont le titre complet est Dictionnaire des ouvrages anonymes et pseudonymes composés, traduits ou publiés en français, avec les noms des auteurs, traducteurs et éditeurs, est un dictionnaire en quatre volumes publié entre 1806 et 1809 par Antoine-Alexandre Barbier (1765-1825) répertoriant les noms de plume des auteurs de langue française et latine.
Entre 1822 et 1824, peu avant sa mort, Antoine-Alexandre Barbier publia une seconde édition mise à jour de son dictionnaire.
Il est abondamment cité par Joseph-Marie Quérard.